# Greisen

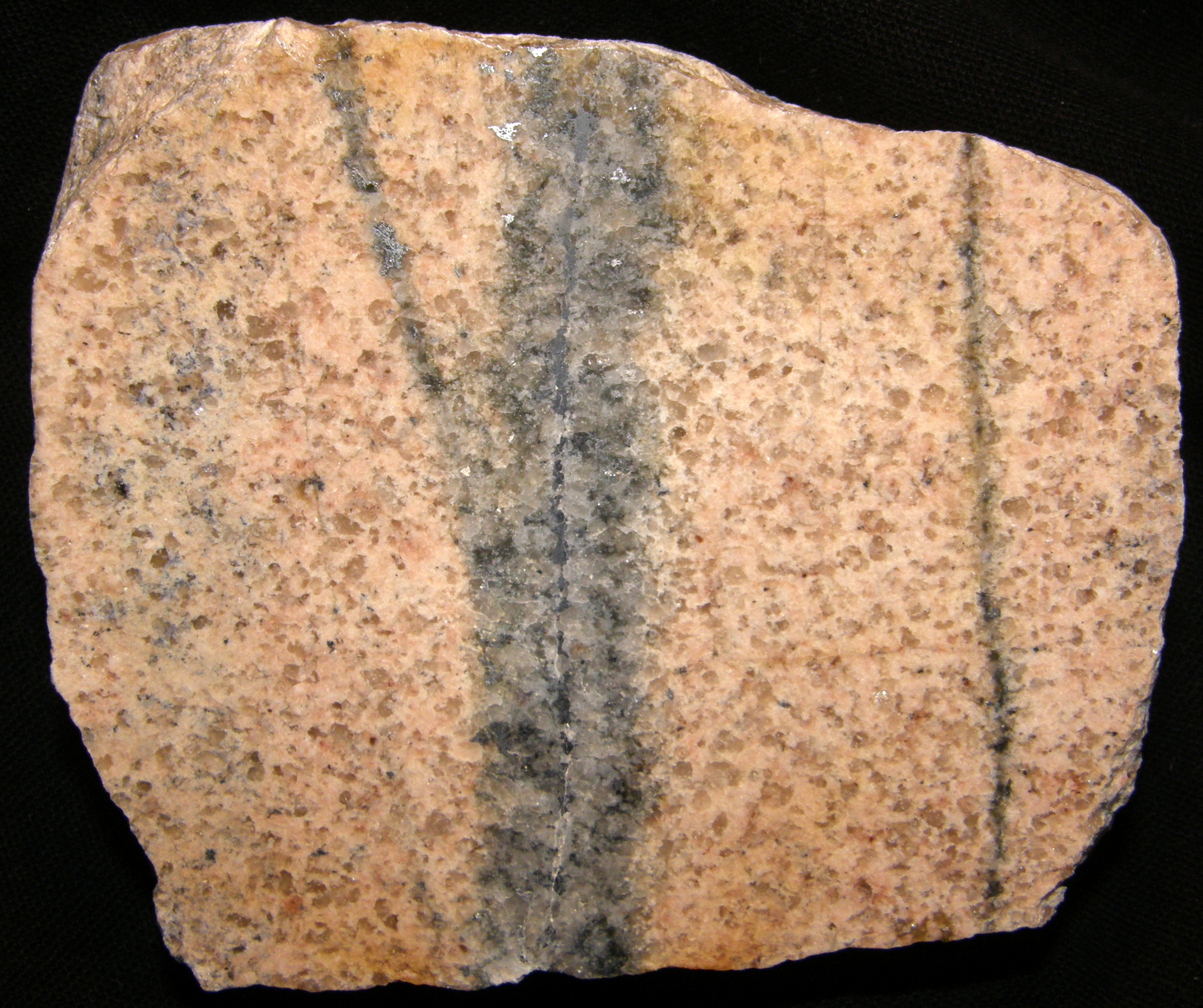
Greisengang mit Kassiterit und Arsenopyrit in Granit aus Geyer, Erzgebirge

Der Greisen ist ein Begriff aus der sächsischen Bergmannssprache und steht für körnige, meist graue Gesteine, die hauptsächlich aus Quarz bestehen und oft eng mit Zwittern verbunden sind.
Die ursprünglich bergmännische Bezeichnung fand durch Abraham Gottlob Werner Eingang in die Gesteinskunde. Bernhard von Cotta hatte bereits in den 1860er Jahren die mineralische Paragenese genau erkannt und beschrieb sie als „eine sehr merkwürdige Umwandlung von Granit in ein eigenthümliches, schwarzes, zinnhaltiges Zwittergestein […] Der feinkörnige Granit ist bei Altenberg in Sachsen durch irgend eine zugleich zinnhaltige Solution, die ihn von unzähligen Klüften aus durchdrang, local in das Zwittergestein umgewandelt, […] Schörlschiefer oder Schörlfels, Topasfels, und vielleicht auch Greisen, sind wohl durch ähnliche Vorgänge entstanden.“
Innerhalb der Greisen unterscheidet man zwischen
- Glimmer-Greisen
- Topas-Greisen
- Turmalin-Greisen

Der Greisen entsteht dadurch, dass ein granitischer, rhyolithischer oder anderer saurer kristalliner Gesteinskörper (Glimmerschiefer, Gneise) in seinen am höchsten reichenden Teilen durch hochtemperierte magmatisch-hydrothermale, pneumatolytische Metasomatose umgewandelt wird. Dabei dringen fluor-, wolfram-, zinn-, und lithiumhaltige gasreiche Fluide in Gänge und Spalten ein und wandeln die dort vorhandenen Feldspäte in Quarz, verschiedene Glimmerarten und Kassiterit um. Auch Turmalin, Topas und Wolframit findet sich in Greisen.
Manche Greisen sind wegen ihres Gehaltes oder ihrer Mitführung von Zinn- und Wolframmineralen von wirtschaftlicher Bedeutung. Größere Lagerstätten gibt es in Cornwall sowie im Erzgebirge, dort vorwiegend in den Regionen um Altenberg, Schlaggenwald (Horní Slavkov) und Zinnwald.